# Emma Fredh

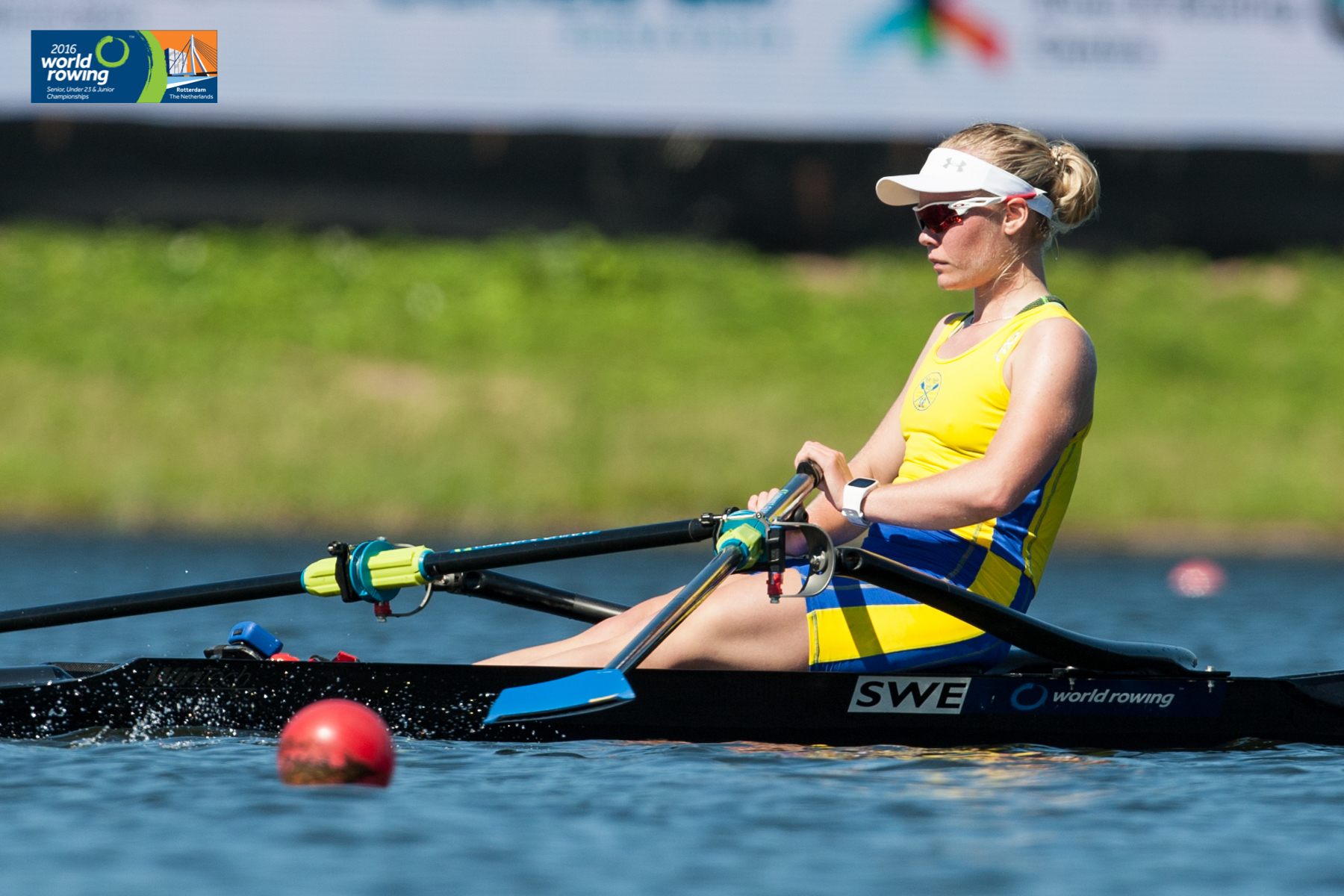
Emma Fredh

Emma Fredh (* 14. April 1990 in Borås) ist eine schwedische Ruderin, die 2016 Vizeweltmeisterin und 2017 Europameisterin war.
Die 1,66 m große Emma Fredh tritt im Leichtgewichts-Rudern an. Bei den Junioren-Weltmeisterschaften trat sie mit dem Juniorinnen-Doppelvierer an und belegte den siebten Platz, nachdem sie 2007 auf den dreizehnten Platz im Junioren-Doppelzweier gerudert war. 2009 und 2010 belegte sie bei den U23-Weltmeisterschaften den vierten Platz im Leichtgewichts-Doppelzweier, 2011 war sie Vierte im Leichtgewichts-Einer. Bei den Weltmeisterschaften 2011 in der Erwachsenenklasse belegte sie den dreizehnten Platz im Leichtgewichts-Einer. 2012 belegte sie den sechsten Platz in der Olympiaqualifikation für den Leichtgewichts-Doppelzweier und konnte sich damit nicht für die Olympischen Spiele in London qualifizieren. Bei den U23-Weltmeisterschaften gewann sie 2012 Silber im Leichtgewichts-Einer. Bei den Weltmeisterschaften in den nichtolympischen Bootsklassen belegte sie mit dem schwedischen Leichtgewichts-Doppelvierer den siebten Platz.
2013 belegte Emma Fredh mit Cecilia Lilja den fünften Platz im Leichtgewichts-Doppelzweier bei den Europameisterschaften. Bei den Weltmeisterschaften erreichten die beiden den neunten Platz. 2014 folgte der vierte Platz bei den Europameisterschaften, bei den Weltmeisterschaften ruderten die beiden wie im Vorjahr auf den neunten Platz. 2015 trat Emma Fredh bei den Europameisterschaften im Leichtgewichts-Einer an und gewann mit 0,2 Sekunden Rückstand Silber hinter der Britin Imogen Walsh. Bei den Weltmeisterschaften 2015 versuchten sich Fredh und Lilja an der Olympiaqualifikation für 2016, die mit dem zwölften Platz nicht gelang. Bei der Qualifikationsregatta 2016 in Luzern belegten die beiden den vierten Platz, nur die ersten beiden Boote rückten noch ins olympische Starterfeld. Bei den Weltmeisterschaften 2016 trat Emma Fredh im Leichtgewichts-Einer an und gewann Silber hinter der Neuseeländerin Zoe McBride.
2017 gewann Emma Fredh bei den Europameisterschaften den Titel vor der Irin Denise Walsh. Bei den Weltmeisterschaften Ende September erreichte sie den fünften Platz. Ebenfalls Fünfte wurde sie bei den Europameisterschaften 2018.